# Pont-sur-Sambre
Pont-sur-Sambre è un comune francese di 2 630 abitanti situato nel dipartimento del Nord nella regione dell'Alta Francia.

## Società

### Evoluzione demografica
Abitanti censiti